# Кварцяное войско
Кварця́ное во́йско (пол. Wojsko kwarciane) — регулярная армия Речи Посполитой, создавалась взамен нерегулярного посполитого рушения и обороны поточной с 1562—1563 по 1567 годы и просуществовала до 1652 года.
В ноябре 1562 года в Петрикове сейм утвердил предложение Сигизмунда II относительно военной реформы. Из-за нерегулярных выплат жалования дисциплина в наёмных войсках оставляла желать лучшего, поэтому на содержание постоянной наёмной армии было принято решение выделять четвёртую часть доходов (кварту) с королевских имений (отсюда и название войска: кварцяное — то есть четвертное). В 1569 году после Люблинской унии кварцяное войско появилось и на территории Великого княжества Литовского.
В 1652 году вместо войска кварцяного (прежде всего, из-за его малочисленности) было введено войско компутовое (пол. Wojsko komputowe).

## Численность
Численность кварцяного войска составляла 3000—5000 человек, практически исключительно конница, состоявшая из следующих компонентов:
- Гусария
- Реестровое казачество
- Панцирные казаки